# Bologna Football Club 1972-1973
Questa voce raccoglie le informazioni riguardanti il Bologna Football Club nelle competizioni ufficiali della stagione 1972-1973.

## Stagione
Il Bologna nella stagione Serie A 1972-1973 si classificò al settimo posto con 31 punti. Lo scudetto è stato vinto dalla Juventus con 45 punti, secondo il Milan con 44 punti e terza la Lazio con 43 punti. Retrocedono in Serie B l'Atalanta con 24 punti, il Palermo con 17 punti e la Ternana con 16 punti.
Per questa stagione il Bologna è affidato all'allenatore argentino Bruno Pesaola, e mette in vetrina un superlativo Giuseppe Savoldi autore di 23 reti, di cui 17 in campionato dove vince la classifica marcatori appaiato a Gianni Rivera del Milan e Paolo Pulici del Torino, e 6 reti messe a segno in Coppa Italia. Dopo un discreto primo girone vinto in Coppa Italia, l'inizio del campionato è stato negativo, con tre sconfitte e un pari nelle prime quattro giornate, poi la ripresa e la disputa di un onorevole torneo. In Coppa Italia supera il primo turno, dove si classifica al primo posto nel gruppo 5 davanti a Cesena, Monza, Fiorentina e Bari; nel secondo turno inserita nel gruppo A di semifinale si piazza terza dietro a Juventus e Inter e davanti alla Reggiana. Il trofeo in questa stagione è stato vinto dal Milan che ha battuto in finale la Juventus.

## Divise
| Casa | Trasferta | 1ª portiere | 2ª portiere |

## Rosa
| N. |                   | Ruolo | Calciatore                    |
| -- | ----------------- | ----- | ----------------------------- |
|    | Italia (bandiera) | P     | Sergio Buso                   |
|    | Italia (bandiera) | P     | Amos Adani                    |
|    | Italia (bandiera) | P     | Pietro Battara                |
|    | Italia (bandiera) | D     | Tazio Roversi                 |
|    | Italia (bandiera) | D     | Adriano Fedele                |
|    | Italia (bandiera) | D     | Franco Cresci                 |
|    | Italia (bandiera) | D     | Aldo Maldera                  |
|    | Italia (bandiera) | D     | Giovanni Mei                  |
|    | Italia (bandiera) | D     | Francesco Scorsa              |
|    | Italia (bandiera) | D     | Vittorio Caporale             |
|    | Italia (bandiera) | C     | Giacomo Bulgarelli (capitano) |
|    | Italia (bandiera) | C     | Eraldo Pecci                  |

| N. |                   | Ruolo | Calciatore        |
| -- | ----------------- | ----- | ----------------- |
|    | Italia (bandiera) | C     | Pierino Ghetti    |
|    | Italia (bandiera) | C     | Giorgio Campagna  |
|    | Italia (bandiera) | C     | Adelmo Paris      |
|    | Italia (bandiera) | C     | Francesco Liguori |
|    | Italia (bandiera) | C     | Carlo Lancini     |
|    | Italia (bandiera) | C     | Marino Perani     |
|    | Italia (bandiera) | C     | Adriano Novellini |
|    | Italia (bandiera) | C     | Ivan Gregori      |
|    | Italia (bandiera) | A     | Giuseppe Savoldi  |
|    | Italia (bandiera) | A     | Roberto Vieri     |
|    | Italia (bandiera) | A     | Giorgio Ferrara   |
|    | Italia (bandiera) | A     | Fausto Landini    |

## Risultati

### Serie A

#### Girone di andata
| Arbitro: | Pieroni (Roma) |

|  |           |                         |
|  | Marcatori | 46’ Causio 80’ Anastasi |

| Milano 1º ottobre 1972 2ª giornata | Inter            | 0 – 0 | Bologna | Stadio San Siro\| Arbitro: \| Gonella (Torino) \| |
| Arbitro:                           | Gonella (Torino) |       |         |                                                   |

| Arbitro: | Ciacci (Firenze) |

|                       |           |                              |
| G. Savoldi 34’ (rig.) | Marcatori | 19’, 61’ Mujesan 40’ Spadoni |

| Arbitro: | Torelli (Milano) |

|                           |           |  |
| Beatrice 62’ Luchitta 65’ | Marcatori |  |

| Arbitro: | Motta (Monza) |

|                                       |           |  |
| G. Savoldi 27’ (rig.) Ghetti 70’, 79’ | Marcatori |  |

| Vicenza 12 novembre 1972 6ª giornata | Lanerossi Vicenza             | 0 – 0 | Bologna | Stadio Romeo Menti\| Arbitro: \| Mascali (Desenzano del Garda) \| |
| Arbitro:                             | Mascali (Desenzano del Garda) |       |         |                                                                   |

| Arbitro: | Trono (Torino) |

|                |           |  |
| G. Savoldi 53’ | Marcatori |  |

| Arbitro: | Gonella (Torino) |

|                                        |           |  |
| Clerici 49’, 76’ Bulgarelli 59’ (aut.) | Marcatori |  |

| Arbitro: | Francescon (Padova) |

|               |           |  |
| Novellini 74’ | Marcatori |  |

| Verona 10 dicembre 1972 10ª giornata | Verona          | 0 – 0 | Bologna | Stadio Marcantonio Bentegodi\| Arbitro: \| Giunti (Arezzo) \| |
| Arbitro:                             | Giunti (Arezzo) |       |         |                                                               |

| Arbitro: | R. Lattanzi (Roma) |

|                       |           |  |
| Ghetti 11’ Perani 39’ | Marcatori |  |

| Arbitro: | Toselli (Cormons) |

|                           |           |            |
| G. Salvi 42’ Spadetto 45’ | Marcatori | 57’ Perani |

| Roma 30 dicembre 1972 13ª giornata | Lazio            | 0 – 0 | Bologna | Stadio Olimpico\| Arbitro: \| Casarin (Milano) \| |
| Arbitro:                           | Casarin (Milano) |       |         |                                                   |

| Arbitro: | Serafini (Roma) |

|                                               |           |                                |
| Ghetti 4’ G. Savoldi 27’ (rig.) Novellini 42’ | Marcatori | 60’ (rig.) Rivera 87’ Chiarugi |

| Arbitro: | Lazzaroni (Milano) |

|              |           |  |
| Brugnera 45’ | Marcatori |  |

#### Girone di ritorno
| Arbitro: | Gussoni (Tradate) |

|                   |           |  |
| Anastasi 65’, 89’ | Marcatori |  |

| Arbitro: | Francescon (Padova) |

|                |           |  |
| G. Savoldi 18’ | Marcatori |  |

| Arbitro: | Branzoni (Pavia) |

|  |           |                      |
|  | Marcatori | 71’ (aut.) Peccenini |

| Arbitro: | Motta (Monza) |

|                                          |           |  |
| G. Savoldi 4’, 67’ (rig.) Bulgarelli 61’ | Marcatori |  |

| Arbitro: | Bernardis (Roma) |

|            |           |                |
| Landri 54’ | Marcatori | 57’ G. Savoldi |

| Bologna 11 marzo 1973 21ª giornata | Bologna        | 0 – 0 | Lanerossi Vicenza | Stadio Comunale\| Arbitro: \| Trono (Torino) \| |
| Arbitro:                           | Trono (Torino) |       |                   |                                                 |

| Arbitro: | Gialluisi (Barletta) |

|               |           |  |
| Pellizzaro 8’ | Marcatori |  |

| Arbitro: | Gussoni (Tradate) |

|                           |           |  |
| Ghetti 33’ G. Savoldi 90’ | Marcatori |  |

| Arbitro: | Calì (Roma) |

|                                    |           |                |
| P. Pulici 1’ Rampanti 24’ Sala 74’ | Marcatori | 27’ G. Savoldi |

| Arbitro: | Cantelli (Firenze) |

|                                     |           |           |
| G. Savoldi 48’, 50’, 75’ Fedele 78’ | Marcatori | 3’ Zigoni |

| Arbitro: | Moretto (San Donà di Piave) |

|             |           |                     |
| Mariani 19’ | Marcatori | 1’ (aut.) Vavassori |

| Arbitro: | Torelli (Milano) |

|                |           |              |
| G. Savoldi 77’ | Marcatori | 65’ G. Salvi |

| Arbitro: | Giunti (Arezzo) |

|                |           |           |
| G. Savoldi 40’ | Marcatori | 50’ Nanni |

| Arbitro: | Barbaresco (Cormons) |

|                                     |           |                    |
| Sogliano 12’ Sabadini 56’ Bigon 69’ | Marcatori | 86’ (aut.) Zignoli |

| Arbitro: | Porcelli (Lodi) |

|                                         |           |                       |
| G. Savoldi 4’, 68’ Vieri 22’ Fedele 28’ | Marcatori | 38’ Riva 88’ Maraschi |

### Coppa Italia

#### Primo turno
| Arbitro: | Cantelli (Firenze) |

|            |           |                      |
| Blasig 41’ | Marcatori | 66’ Vieri 89’ Ghetti |

| Arbitro: | Casarin (Milano) |

|            |           |  |
| Ghetti 79’ | Marcatori |  |

| Arbitro: | Torelli (Milano) |

|                |           |  |
| G. Savoldi 85’ | Marcatori |  |

| Arbitro: | Gussoni (Tradate) |

|                          |           |                     |
| De Sisti 17’ Clerici 53’ | Marcatori | 38’, 73’ G. Savoldi |

#### Secondo turno
| Arbitro: | Menegali (Roma) |

|                                        |           |  |
| S. Mazzola 35’ Boninsegna 70’ Moro 73’ | Marcatori |  |

| Bologna 3 giugno 1973 2ª giornata | Bologna          | 0 – 0 | Juventus | Stadio Comunale\| Arbitro: \| Torelli (Milano) \| |
| Arbitro:                          | Torelli (Milano) |       |          |                                                   |

| Arbitro: | Prati (Parma) |

|                           |           |                         |
| G. Savoldi 17’ Fedele 80’ | Marcatori | 57’ Donina 71’ Spagnolo |

| Arbitro: | Toselli (Cormons) |

|                |           |  |
| G. Savoldi 66’ | Marcatori |  |

| Arbitro: | Lazzaroni (Milano) |

|                                                     |           |                                               |
| Haller 19’, 71’ (rig.) Capello 49’ Gia. Savoldi 80’ | Marcatori | 24’ R. Vieri 40’ (aut.) Zoff 54’ Giu. Savoldi |

| Arbitro: | Trono (Torino) |

|  |           |                |
|  | Marcatori | 22’ F. Landini |

## Statistiche

### Statistiche di squadra
| Competizione | Punti | In casa | In casa | In casa | In casa | In casa | In casa | In trasferta | In trasferta | In trasferta | In trasferta | In trasferta | In trasferta | Totale | Totale | Totale | Totale | Totale | Totale | DR |
| Competizione | Punti | G       | V       | N       | P       | Gf      | Gs      | G            | V            | N            | P            | Gf           | Gs           | G      | V      | N      | P      | Gf     | Gs     | DR |
| ------------ | ----- | ------- | ------- | ------- | ------- | ------- | ------- | ------------ | ------------ | ------------ | ------------ | ------------ | ------------ | ------ | ------ | ------ | ------ | ------ | ------ | -- |
| Serie A      | 31    | 15      | 10      | 3       | 2       | 27      | 12      | 15           | 1            | 6            | 8            | 6            | 19           | 30     | 11     | 9      | 10     | 33     | 31     | +2 |
| Coppa Italia | 13    | 5       | 3       | 2       | 0       | 5       | 2       | 5            | 2            | 1            | 2            | 8            | 10           | 10     | 5      | 3      | 2      | 13     | 12     | +1 |
| Totale       | 44    | 20      | 13      | 5       | 2       | 32      | 14      | 20           | 3            | 7            | 10           | 14           | 29           | 40     | 16     | 12     | 12     | 46     | 43     | +3 |

### Statistiche dei giocatori
| Giocatore     | Serie A  | Serie A | Coppa Italia | Coppa Italia | Totale   | Totale |
| Giocatore     | Presenze | Reti    | Presenze     | Reti         | Presenze | Reti   |
| ------------- | -------- | ------- | ------------ | ------------ | -------- | ------ |
| A. Adani      | 11       | -15     | ?            | ?            | 11+      | -15+   |
| P. Battara    | 21       | -16     | ?            | ?            | 21+      | -16+   |
| G. Bulgarelli | 29       | 1       | ?            | ?            | 29+      | 1+     |
| V. Caporale   | 24       | 0       | ?            | ?            | 24+      | 0+     |
| F. Cresci     | 28       | 0       | ?            | ?            | 28+      | 0+     |
| A. Fedele     | 23       | 2       | ?            | ?            | 23+      | 2+     |
| R. Filippi    | 3        | 0       | ?            | ?            | 3+       | 0+     |
| P. Ghetti     | 24       | 5       | ?            | ?            | 24+      | 5+     |
| I. Gregori    | 30       | 0       | ?            | ?            | 30+      | 0+     |
| C. Lancini    | 5        | 0       | ?            | ?            | 5+       | 0+     |
| F. Landini    | 13       | 0       | ?            | ?            | 13+      | 0+     |
| F. Liguori    | 7        | 0       | ?            | ?            | 7+       | 0+     |
| A. Maldera    | 3        | 0       | ?            | ?            | 3+       | 0+     |
| G. Mei        | 3        | 0       | ?            | ?            | 3+       | 0+     |
| A. Novellini  | 20       | 2       | ?            | ?            | 20+      | 2+     |
| M. Perani     | 16       | 2       | ?            | ?            | 16+      | 2+     |
| T. Roversi    | 30       | 0       | ?            | ?            | 30+      | 0+     |
| G. Savoldi    | 30       | 17      | ?            | ?            | 30+      | 17+    |
| F. Scorsa     | 13       | 0       | ?            | ?            | 13+      | 0+     |
| R. Vieri      | 14       | 1       | ?            | ?            | 14+      | 1+     |